# Cầy cọ Hose
Cầy cọ Hose (danh pháp hai phần: Diplogale hosei) là một loài động vật thuộc họ Cầy. Chúng được đặt tên theo nhà động vật học Charles Hose. Nó là loài đặc hữu rừng núi cao bắc Borneo.

## Mô tả
Những gì người ta biết đến loài này chủ yếu là từ 17 tiêu bản khắp thế giới, tiêu bản đầu tiên được thu thập ở Sarawak bởi Hose vào năm 1891. Mãi đến năm 1997 thì mẫu vật sống đầu tiên mới được thu thập; tuy nhiên sau khi thả hai tháng, không có con cầy Hose nào trong điều kiện nuôi nhốt trên thế giới.
Phần trên (từ mũi đến chóp đuôi, bao gồm cả bề mặt bên ngoài của bốn chân) là màu nâu sẫm đến nâu đen và các phần dưới (từ cằm đến chóp đuôi và bề mặt bên trong của tất cả bốn chân) có màu trắng hoặc hơi trắng hơi nâu. Khuôn mặt có vòng đen quanh mắt và có râu (lông cảm biến) rất dài, màu trắng mặt râu (lông cảm giác) mõm lớn và ướt có một màu thịt tương phản. Hai lỗ mũi nhô ra rộng, phân kỳ để mở ở cả hai bên. Bề mặt dưới của chân có màu nhợt (màu thịt) và các bàn chân có màu nâu. Bàn chân là một phần có màng, với các mảng lông ngắn giữa các bàn chân.
Chiều dài đầu-thân 472–540 milimét (18,6–21,3 in), đuôi dài 298–346 milimét (11,7–13,6 in), chân sau dài 74–81 milimét (2,9–3,2 in) và một tai dài 36–39 milimét (1,4–1,5 in); nó có trọng lượng khoảng độ 1,4–1,5 kilôgam (3,1–3,3 lb) và có 40 răng.